# Massacre du train de Gujrat
Le massacre du train de Gujrat est une attaque contre un train de réfugiés et le massacre de réfugiés hindous et sikhs par des Pachtounes musulmans armés à Gujrat, au Pakistan, survenu le 12 janvier 1948. 1 300 à 1 600 hindous et sikhs ont été tués dans le massacre et 150 ont été blessés,. Le train transportait 2 400 réfugiés hindous et sikhs de la province frontalière du nord-ouest et les emmenait en Inde après leur déplacement en raison de la partition de l'Inde en août de l'année précédente. Seuls 750 de ces réfugiés auraient survécu et seraient parvenus en Inde.

## Contexte
Pendant la partition de l'Inde, environ 14 à 18 millions de personnes auraient traversé la frontière nouvellement délimitée entre l'Inde et le Pakistan dans l'une des plus grandes migrations de masse de l'histoire. La majorité de cette migration s'est produite dans la province du Pendjab (en) qui a été divisée en deux, les musulmans se déplaçant vers l'ouest (en) et les hindous et les sikhs se déplaçant vers l'est (en). Environ 3 millions de ces réfugiés se sont déplacés dans 673 trains de réfugiés sur une période de trois mois entre août et novembre 1947.

## Massacre
Un train transportant au total 2 400 réfugiés hindous et sikhs de Bannu dans la province frontalière du nord-ouest se dirigeait vers l'Inde via Sargodha et Lyallpur. Le train a été détourné vers Gujrat, car l'itinéraire initial a été jugé dangereux. À la gare de Gujrat (en), un affrontement s'est produit entre les soldats escortant le train de réfugiés et les Pachtounes. Les Pachtounes ont attaqué le train et se sont engagés dans une fusillade avec les soldats escortant le train. Après que les soldats d'escorte aient manqué de munitions, une foule de quelques milliers de Pachtounes musulmans a attaqué le train et a commencé à tuer les réfugiés et à piller leurs biens. L'attaque aurait été préméditée et on pense que le train a été délibérément détourné vers Gujrat où des Pachtounes armés étaient présents. Le Pir de Manki Sharif (en) aurait supervisé l'attaque.